# 史萬成
史萬成（1990年8月13日—），出生於中國黑龍江省，是單板滑雪半管道運動員。他於2010年起參與國際賽事。同年，獲得參與溫哥華冬季奧運會的資格。在男子半管道賽中，他最終位列第35。翌年的世界杯，他排名32。而在2013年，他取得第25的成績；世界排名則為15。2014年，他第二次參加冬季奧運會。這次，他成功晉身決賽，並最終排名第7。

## 資料來源
1. ↑  .   [2014-02-17]. （原始内容存档于2014-02-16）.
2. ↑  单板滑雪外教：从张义威史万成眼中就能看到自信 （页面存档备份，存于） 2014 2 12